# Forțele armate ale Suediei
Suedia are forțe armate reduse, estimate în 2010 la 30,000 de soldați și 23,000 personal în rezervǎ, iar organizarea forțelor armate prevede împărțirea lor în forțe terestre, aeriene și navale. Bugetul armatei constituie 6,5 mlrd. $, sau 1,35% din PIB.